# 6-Stunden-Rennen von Spa-Francorchamps 2014

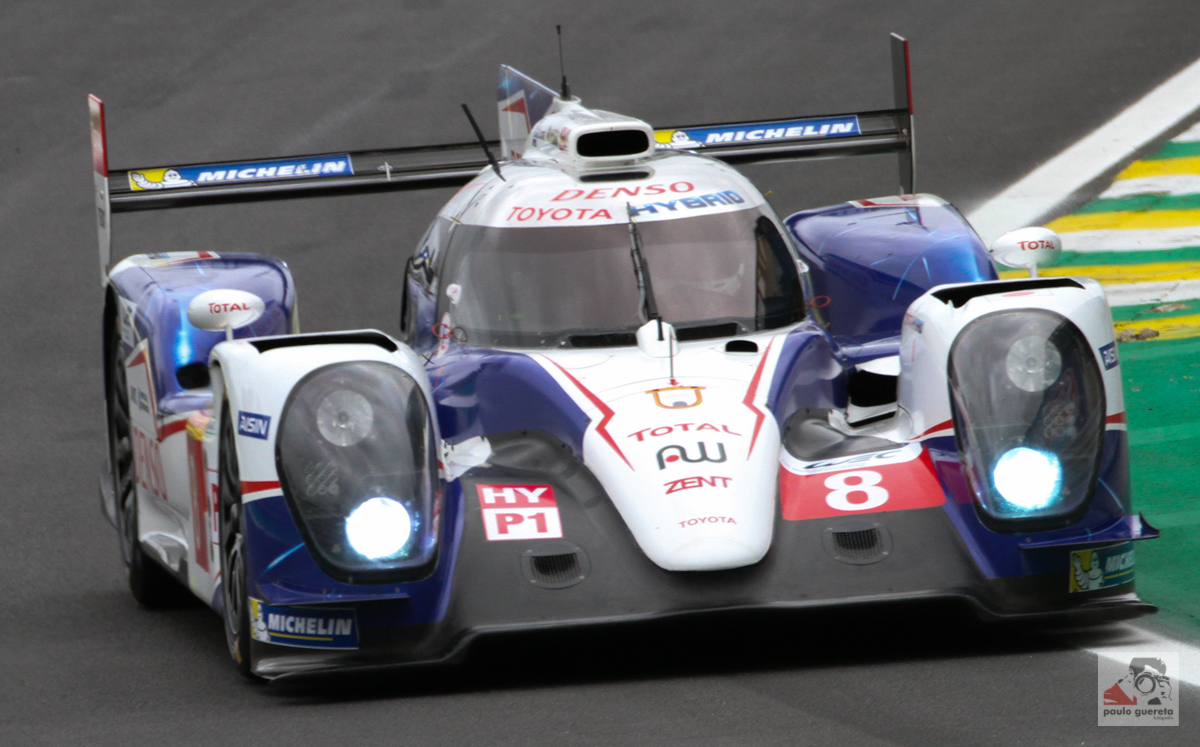
Toyota TS040 Hybrid, Siegerwagen von Anthony Davidson, Sébastien Buemi und Nicolas Lapierre

Das dritte 6-Stunden-Rennen von Spa-Francorchamps, auch WEC 6 Hours of Spa-Francorchamps 2014, fand am 3. Mai 2014 auf dem Circuit de Spa-Francorchamps statt und war der zweite Wertungslauf der FIA-Langstrecken-Weltmeisterschaft dieses Jahres.

## Das Rennen
Auch das zweite Saisonrennen endete mit einem Erfolg von Toyota Racing mit dem TS040 Hybrid. Wie in Silverstone siegten Anthony Davidson, Sébastien Buemi und Nicolas Lapierre, diesmal vor dem Audi R18 e-tron quattro  von Tom Kristensen, Loïc Duval und Lucas di Grassi. Die LMP2-Klasse gewannen Roman Rusinov, Olivier Pla und Julien Canal im G-Drive-Morgan LMP2. Der bestplatzierte GT-Rennwagen – 13. Rang in der Gesamtwertung – war der Ferrari 458 Italia GT2 von Gianmaria Bruni und Toni Vilander.

## Ergebnisse

### Schlussklassement
| 1           | LMP1-H    | 8  | Toyota Racing         | Anthony Davidson Sébastien Buemi Nicolas Lapierre     | Toyota TS040 Hybrid      | 171 |
| 2           | LMP1-H    | 1  | Audi Sport Team Joest | Tom Kristensen Loïc Duval Lucas di Grassi             | Audi R18 e-tron quattro  | 171 |
| 3           | LMP1-H    | 7  | Toyota Racing         | Alexander Wurz Stéphane Sarrazin Kazuki Nakajima      | Toyota TS040 Hybrid      | 166 |
| 4           | LMP1-H    | 14 | Porsche Team          | Marc Lieb Romain Dumas Neel Jani                      | Porsche 919 Hybrid       | 170 |
| 5           | LMP1-H    | 2  | Audi Sport Team Joest | André Lotterer Marcel Fässler Benoît Tréluyer         | Audi R18 e-tron quattro  | 170 |
| 6           | LMP1-H    | 3  | Audi Sport Team Joest | Filipe Albuquerque Marco Bonanomi                     | Audi R18 e-tron quattro  | 169 |
| 7           | LMP1-L    | 12 | Rebellion Racing      | Nicolas Prost Nick Heidfeld Mathias Beche             | Rebellion R-One          | 161 |
| 8           | LMP2      | 26 | G-Drive Racing        | Roman Rusinov Olivier Pla Julien Canal                | Morgan LMP2              | 160 |
| 9           | LMP2      | 38 | Jota Sport            | Simon Dolan Harry Tincknell Marc Gené                 | Zytek Z11SN              | 160 |
| 10          | LMP2      | 47 | KCMG                  | Matthew Howson Richard Bradley Alexandre Imperatori   | Oreca 03                 | 159 |
| 11          | LMP2      | 37 | SMP Racing            | Kirill Ladygin Anton Ladygin Viktor Shaitar           | Oreca 03                 | 158 |
| 12          | LMP2      | 27 | SMP Racing            | Sergey Zlobin Maurizio Mediani Nicolas Minassian      | Oreca 03                 | 158 |
| 13          | LMGTE-Pro | 51 | AF Corse              | Gianmaria Bruni Toni Vilander                         | Ferrari 458 Italia GT2   | 152 |
| 14          | LMGTE-Pro | 91 | Porsche Team Manthey  | Patrick Pilet Jörg Bergmeister                        | Porsche 911 RSR          | 151 |
| 15          | LMGTE-Pro | 71 | AF Corse              | Davide Rigon James Calado                             | Ferrari 458 Italia GT2   | 151 |
| 16          | LMGTE-Pro | 97 | Aston Martin Racing   | Darren Turner Stefan Mücke Bruno Senna                | Aston Martin Vantage GTE | 151 |
| 17          | LMGTE-Pro | 99 | Aston Martin Racing   | Darryl O’Young Alex MacDowall Fernando Rees           | Aston Martin Vantage GTE | 150 |
| 18          | LMGTE-Am  | 61 | AF Corse              | Luís Pérez Companc Marco Cioci Mirko Venturi          | Ferrari 458 Italia GT2   | 149 |
| 19          | LMGTE-Am  | 95 | Aston Martin Racing   | David Heinemeier Hansson Kristian Poulsen Nicki Thiim | Aston Martin Vantage GTE | 149 |
| 20          | LMGTE-Am  | 98 | Aston Martin Racing   | Paul Dalla Lana Pedro Lamy Christoffer Nygaard        | Aston Martin Vantage GTE | 149 |
| 21          | LMGTE-Pro | 92 | Porsche Team Manthey  | Marco Holzer Frédéric Makowiecki                      | Porsche 911 RSR          | 148 |
| 22          | LMGTE-Am  | 88 | Proton Competition    | Christian Ried Klaus Bachler Khaled Al Qubaisi        | Porsche 911 RSR          | 148 |
| 23          | LMP1-H    | 20 | Porsche Team          | Timo Bernhard Brendon Hartley Mark Webber             | Porsche 919 Hybrid       | 148 |
| 24          | LMGTE-Am  | 81 | AF Corse              | Steve Wyatt Michele Rugolo Andrea Bertolini           | Ferrari 458 Italia GT2   | 148 |
| 25          | LMGTE-Am  | 75 | Prospeed Competition  | François Perrodo Matthieu Vaxivière Emmanuel Collard  | Porsche 997 GT3-RSR      | 146 |
| 26          | LMGTE-Am  | 60 | AF Corse              | Peter Ashley Mann Raffaele Giammaria Lorenzo Casè     | Ferrari 458 Italia GT2   | 145 |
| 27          | LMGTE-Am  | 90 | 8 Star Motorsports    | Enzo Potolicchio Paolo Ruberti Gianluca Roda          | Ferrari 458 Italia GT2   | 142 |
| Ausgefallen |           |    |                       |                                                       |                          |     |
| 28          | LMP1-L    | 13 | Rebellion Racing      | Dominik Kraihamer Andrea Belicchi Fabio Leimer        | Rebellion R-One          | 47  |

### Nur in der Meldeliste
Zu diesem Rennen sind keine weiteren Meldungen bekannt.

### Klassensieger
| Klasse    | Fahrer             | Fahrer          | Fahrer           | Fahrzeug               | Platzierung im Gesamtklassement |
| --------- | ------------------ | --------------- | ---------------- | ---------------------- | ------------------------------- |
| LMP1-H    | Anthony Davidson   | Sébastien Buemi | Nicolas Lapierre | Toyota TS040 Hybrid    | Gesamtsieg                      |
| LMP1-L    | Nicolas Prost      | Nick Heidfeld   | Mathias Beche    | Rebellion R-One        | Rang 7                          |
| LMP2      | Roman Rusinov      | Olivier Pla     | Julien Canal     | Morgan LMP2            | Rang 8                          |
| LMGTE Pro | Gianmaria Bruni    | Toni Vilander   |                  | Ferrari 458 Italia GT2 | Rang 13                         |
| LMGTE Am  | Luís Pérez Companc | Marco Cioci     | Mirko Venturi    | Ferrari 458 Italia GT2 | Rang 18                         |

### Renndaten
- Gemeldet: 28
- Gestartet: 28
- Gewertet: 27
- Rennklassen: 5
- Zuschauer: 46.000
- Wetter am Rennwochenende: kalt, trocken und sonnig
- Streckenlänge: 7,004 km
- Fahrzeit des Siegerteams: 6:01:31,675 Stunden
- Runden des Siegerteams: 171
- Distanz des Siegerteams: 1197,670 km
- Siegerschnitt: 198,800 km/h
- Pole Position: Neel Jani – Porsche 919 Hybrid (#14) – 2:00,334
- Schnellste Rennrunde: Anthony Davidson – Toyota TS040 Hybrid (#8) – 2:01,327 = 207,800 km/h
- Rennserie: 2. Lauf zur FIA-Langstrecken-Weltmeisterschaft 2014